# Лицевий череп
Лицевий череп, вісцеральний череп (скелет), спланхнокраніум (лат. viscerocranium, splanchnocranium) — скелет рота і переднього відділу кишки (глотки) у хребетних. У їх загальних предків лицьовий череп складався з опорних елементів міжзябрових перегородок — лицевих дуг. Передні лицеві дуги з'єднувалися з осьовим (мозковим) черепом.

## У людини
Лицевий череп людини складається з таких кісток:
- Нижньощелепна кістка — на відміну від інших кісток, з'єднується з іншими черепними кістками за допомогою суглоба
- Верхньощелепні кістки
- Слізні кістки
- Нижні носові раковини
- Носові кістки
- Піднебінні кістки
- Леміш
- Виличні кістки

Більшість кісток лицевого черепа парні, за винятком лемеша і нижньощелепної кістки. Усього налічується 14 лицевих кісток.

### Шви
- Міжверхньощелепний шов (sutura intermaxillaris) — з'єднує між собою верхньощелепні кістки.
- Міжносовий шов (sutura internasalis) — з'єднує між собою носові кістки.
- Виличноверхньощелепний шов (sutura zygomaticomaxillaris) — з'єднує кожну з виличних кісток з відповідною верхньощелепною.
- Слізноверхньощелепний шов (sutura lacrimomaxillaris) — з'єднує кожну зі слізних кісток з відповідною верхньощелепною.
- Носоверхньощелепний шов (sutura nasomaxillaris) — з'єднує кожну з носових кісток з відповідною верхньощелепною.
- Решітчастоверхньощелепний шов (sutura ethmoidomaxillaris) — з'єднує нижній і латеральний край решітчастої кістки з задньою частиною внутрішньої поверхні кожної з верхньощелепних кісток.
- Лобово-виличний шов (sutura frontozygomatica) — з'єднує виличні кістки з лобовою.
- Клиноподібно-виличний шов (sutura sphenozygomatica) — з'єднує кожну з виличних кісток з клиноподібною.
- Клиноподібно-лемешевий шов (sutura sphenovomeralis)
- Скронево-виличний шов (sutura temporozygomatica) — з'єднує кожну з виличних кісток з виличними відростками скроневих кісток.
- Лобово-носовий шов (sutura frontonasalis) — з'єднує носову кістку з лобовою.
- Лобово-верхньощелепний шов (sutura frontomaxillaris) — з'єднує верхньощелепну кістку з лобовою.
- Піднебінно-решітчастий шов (sutura palatoethmoidalis) — з'єднує нижній край латеральних мас решітчастої кістки з кожною з піднебінних кісток.
- Піднебінно-верхньощелепний шов (sutura palatomaxillaris) — з'єднує очні відростки кожної з піднебінних кісток з відповідними піднебінними відростками верхньощелепних кісток.
- Серединний піднебінний шов (sutura palatina mediana)
- Поперечний піднебінний шов (sutura palatina transversa)
- Слізнораковинний шов (sutura lacrimoconchalis)
- Решітчасто-слізний шов (sutura ethmoidolacrimalis)

## У тварин
У круглоротих передні вісцелярні дуги перетворюються в скелет язика, задні утворюють зяброві ґрати. У риб передні дуги перетворені на щелепи і підвісок, останні представлені зябровими дугами, яких зазвичай буває 5 (у акул до 7). У наземних хребетних підвісок перетворюється на слухову кісточку, а зяброві дуги — в під'язиковий апарат і частково в хрящі гортані. На відміну від мозкового черепа, лицьовий, або вісцеральний череп, розвивається не з мезодерми сомітів, а з мезектодерми (ектомезенхіми), що є похідним нервового гребеня.